# Claes Borgström
Claes Gustaf Borgström, född 21 juli 1944 i Kungsholms församling i Stockholm, död 15 maj 2020 i Maria Magdalena distrikt i Stockholm, var en svensk jurist, författare och politiker. Mellan 2000 och 2007 var han Sveriges jämställdhetsombudsman (JämO).

## Biografi

### Karriär
Claes Borgström avlade juris kandidatexamen 1974 och verkade därefter som advokat. Han var bland annat ledamot i Pressens opinionsnämnd och i Advokatsamfundets disciplinnämnd. I organisationerna Internationella Juristkommissionen och Advokater utan gränser arbetade han för mänskliga rättigheter. Då Christer Pettersson stod åtalad för mordet på Olof Palme blev Borgström känd för en större publik som Sveriges Radios expertkommentator.
Borgström var under fem års tid Thomas Quicks försvarsadvokat. Hans agerande ifrågasattes med motiveringen att han underlät att tillvarata sin psykiskt sjuka och tungt medicinerade klients objektiva intresse av att inte dömas oskyldig. Efter Thomas Quicks resningsansökan anmälde han sig själv till Advokatsamfundet för att få saken prövad, men samfundet tog inte upp fallet.. Borgström JK-anmäldes 2012 av tidigare chefsåklagaren Göran Friberg för sina insatser som Thomas Quicks advokat. Borgström riktade kritik mot kriminalteknikern Jan Olsson som han menade inte presenterat alla fakta i rättegångarna. Jan Olsson kritiserade Borgström på DN Debatt 2001 och vägrade fortsätta arbeta med Quick-utredningen med motiveringen "min rättsuppfattning förhindrade mig att i fortsättningen delta i mordutredningen".
Borgström debatterade i en TV-debatt i SVT 2004 i frågan om män bär kollektiv skuld för våldtäkter och hot mot kvinnor. Han uppmärksammades i mars 2006 då han krävde att Sverige borde bojkotta fotbolls-VM i Tyskland 2006 "i protest mot den ökning av och handel med kvinnor som evenemanget väntas medföra".
År 2000 utsågs Claes Borgström till JämO, ett förordnande som 2006 förlängdes av regeringen Persson till 2009. Enligt regeringsförklaringen 2006 skulle JämO slås ihop med övriga ombudsmannamyndigheter (Ombudsmannen mot etnisk diskriminering, HomO och Handikappombudsmannen) för att bilda den nya myndigheten Diskrimineringsombudsmannen, vilket också skedde 2009. I mars 2007 meddelade Borgström sin avgång som JämO, och slutade den 31 augusti samma år. Därefter startade han en advokatbyrå med tidigare justitieministern Thomas Bodström.
Den 1 september 2010 begärde han såsom målsägandebiträde överprövning av nedläggningsbeslutet angående våldtäkt varefter överåklagaren Marianne Ny beslutade att återöppna fallet om Julian Assange som chefsåklagare Eva Finne hade lagt ned den 25 augusti. Borgström var därefter bägge målsägande kvinnors målsägarbiträde. I mars 2013 ansökte en av kvinnorna om att byta ombud.
Claes Borgström avled den 15 maj 2020 efter att ha insjuknat i covid-19. Han är begravd på Skogskyrkogården i Stockholm.

### Partipolitiskt engagemang
Efter att socialdemokraterna valde Mona Sahlin till partiledare 2008 värvades Borgström till det socialdemokratiska partiet, där han blev talesperson i jämställdhetsfrågor. I november 2013 lämnade han socialdemokraterna för att bli medlem i Vänsterpartiet. Han motiverade sitt beslut med att socialdemokraterna enligt honom fullständigt tappat jämställdhetsfrågorna sedan Sahlin avgått och att partiet genomgått en högervridning han inte kände sig hemma i.

### Familj
Claes Borgström var son till direktören Gustaf Borgström och bibliotekarien och förlagsredaktören Helen, ogift Starck, samt dotterson till Gunnar Starck. Han var vidare yngre bror till journalisterna Annette Kullenberg och Kerstin Vinterhed och morbror till politikern Stella Fare.
Claes Borgström var 1965–1971 gift med Anna-Lena Berg (f. 1944), mor till Borgströms dotter, gift andra gången 1982–1993 med Eva Helling, tidigare gift Stjerne (f. 1947), med vilken Borgström fick två söner, vidare sammanboende under en period från 1993 med advokat Louise Bjurwill (1953–2012) samt gift tredje gången från 2007 till sin död med Märit Persson, tidigare gift Röger (f. 1948); Märit Borgström har varit enhetschef på JämO.

## Död
Han avled i covid-19 den 15 maj 2020 efter att ha misstänkt insjuknat på en begravning. Han blev 75 år gammal.